# Poliona marmoratus
Poliona marmoratus är en insektsart som beskrevs av Mitjaev 1975. Poliona marmoratus ingår i släktet Poliona och familjen dvärgstritar. Inga underarter finns listade i Catalogue of Life.